# قصف روتردام
قصف روتردام هو القصف الجوي لمدينة روتردام بهولندا من قبل سلاح الجو الألماني (الرايخ الثالث) في 14 مايو 1940، خلال الغزو الألماني لهولندا في الحرب العالمية الثانية.

## مزيد من القراءة
- Google Earth overlay of the area destroyed in the Blitz
- Rotterdam Blitz with timeline
- Spaight. James M. "Bombing Vindicated" G. Bles, 1944. 1201928 (Spaight was Principal Assistant Secretary of the Air Ministry (U.K))

صور
- Pictures of Rotterdam after the Blitz نسخة محفوظة 2 فبراير 2007 على موقع واي باك مشين.
- Pictures of the 2007 and 2008 commemoration by Mothership art producers